# Ian Foster

a Compétitions nationales et continentales officielles uniquement.

Dernière mise à jour le 25 décembre 2019.
Ian Foster, né le 1er mai 1965 à Putaruru (Nouvelle-Zélande), est un joueur et entraîneur néo-zélandais de rugby à XV. Il est le sélectionneur des All Blacks depuis 2019, après le départ de Steve Hansen, sélectionneur champion du monde en 2015.

## Biographie
Natif de Putaruru et demeurant à Hamilton, il joue au rugby à XV avec la province de Waikato et la franchise des Chiefs au poste de demi d'ouverture. Il est le joueur de Waikato le plus capé avec 148 matches entre 1985 et 1998
Il commence à entraîner la Waikato Rugby Union de 1999 à 2003, d'abord en tant qu'entraîneur adjoint puis en tant qu'entraîneur en chef, puis est responsable des Chiefs en Super Rugby de 2004 à 2011. En 2009, il mène la franchise à la finale du Super 14, perdue 61 à 17 face aux Bulls.
Ian Foster est également co-entraîneur des Junior All Blacks entre 2005 et 2007, puis en 2009 aux côtés de Colin Cooper, période pendant laquelle l'équipe est restée invaincue en 16 matches.
De 2012 à 2019, il est l'adjoint, responsable des arrières, du sélectionneur des All Blacks, Steve Hansen. En 2015, ils mènent les All Blacks à un second titre consécutif de Champion du monde.
En 2019, après le retrait de Steve Hansen à l'issue de la coupe du monde, il est nommé sélectionneur des All Blacks. Il s'entoure de 4 adjoints néo-zélandais : Brad Mooar, pour l'attaque, John Plumtree, pour les avants, Greg Feek, chargé de la mêlée, et Scott Mcleod, qui reste responsable de la défense.

## Palmarès

### Joueur
- National Provincial Championship : 
  - Champion (2) : 1992
  - Finaliste (4) : 1998

- Ranfurly Shield : 
  - Vainqueur (3) : 1993, 1996, 1997

### Entraîneur
- Finaliste du Super 14 en 2009
- Champion du monde 2015 (adjoint).
- Vice-champion du Monde en 2023
- Vainqueur du The Rugby Championship 2012, 2013, 2014, 2016, 2017, 2018 (adjoint) et 2021.

## Bilan d'entraîneur

### En franchise
| Saison | Franchise | Championnat | Poste   | Classement                         |
| ------ | --------- | ----------- | ------- | ---------------------------------- |
| 2004   | Chiefs    | Super 12    | Manager | Demi-finale (4e)                   |
| 2005   | Chiefs    | Super 12    | Manager | 6e                                 |
| 2006   | Chiefs    | Super 14    | Manager | 7e                                 |
| 2007   | Chiefs    | Super 14    | Manager | 6e                                 |
| 2008   | Chiefs    | Super 14    | Manager | 7e                                 |
| 2009   | Chiefs    | Super 14    | Manager | Finaliste (2e)                     |
| 2010   | Chiefs    | Super 14    | Manager | 11e                                |
| 2011   | Chiefs    | Super 15    | Manager | 5e de la conférence néo-zélandaise |

### Avec les All Blacks
| Année | Sélection        | Poste              | The Rugby Championship   | Coupe du monde     | Classement World Rugby en fin d'année |
| ----- | ---------------- | ------------------ | ------------------------ | ------------------ | ------------------------------------- |
| 2012  | Nouvelle-Zélande | Adjoint (arrières) | Vainqueur                | n/a                | 1er                                   |
| 2013  | Nouvelle-Zélande | Adjoint (arrières) | Vainqueur                | n/a                | 1er                                   |
| 2014  | Nouvelle-Zélande | Adjoint (arrières) | Vainqueur                | n/a                | 1er                                   |
| 2015  | Nouvelle-Zélande | Adjoint (arrières) | 2e                       | Champion (détails) | 1er                                   |
| 2016  | Nouvelle-Zélande | Adjoint (arrières) | Vainqueur (Grand Chelem) | n/a                | 1er                                   |
| 2017  | Nouvelle-Zélande | Adjoint (arrières) | Vainqueur (Grand Chelem) | n/a                | 1er                                   |
| 2018  | Nouvelle-Zélande | Adjoint (arrières) | Vainqueur                | n/a                | 1er                                   |
| 2019  | Nouvelle-Zélande | Adjoint (arrières) | 3e                       | Demi-finale (3e)   | 2e                                    |
| 2020  | Nouvelle-Zélande | Sélectionneur      | Vainqueur                | n/a                | 3e                                    |
| 2021  | Nouvelle-Zélande | Sélectionneur      | Vainqueur                | n/a                | 2e                                    |
| 2022  | Nouvelle-Zélande | Sélectionneur      | Vainqueur                | n/a                | 3e                                    |
| 2023  | Nouvelle-Zélande | Sélectionneur      | Vainqueur (Grand Chelem) | Finaliste (2e)     | 3e                                    |